# John Veldman
John Fitzgerald Veldman (Paramaribo, 24 februari 1968) is een Surinaams-Nederlands voormalig profvoetballer van PSV, Willem II, Sparta Rotterdam, Ajax, Vitesse en RBC Roosendaal. Hij speelde één keer voor het Nederlands elftal; op 24 april 1996 thuis tegen Duitsland.
Veldman scoorde in zijn vijftien seizoenen omvattende profcarrière nooit in een competitiewedstrijd, wel maakte hij een eigen doelpunt in een bekerfinale. Na zijn voetballoopbaan speelde hij nog een jaartje bij de amateurclub Elinkwijk. Na zijn sportloopbaan ging hij werken voor het bedrijf Pro Athletes Sports Managament van zijn voormalige zaakwaarnemer Sigi Lens. Veldman is de jongere broer van voetballer Elfried Veldman, een rechtsbuiten die omkwam bij de SLM-ramp.
In 2012 is Veldman spelersmakelaar namens Pro Athlete Sports Management en woont in Utrecht.

## Cluboverzicht
| Seizoen | Club             | Competitie | Wedstrijden | Doelpunten |
| ------- | ---------------- | ---------- | ----------- | ---------- |
| 1986/87 | PSV              | Eredivisie | 1           | 0          |
| 1987/88 | PSV              | Eredivisie | 1           | 0          |
| 1988/89 | PSV              | Eredivisie | 9           | 0          |
| 1989/90 | Willem II        | Eredivisie | 27          | 0          |
| 1990/91 | Willem II        | Eredivisie | 32          | 0          |
| 1991/92 | Sparta Rotterdam | Eredivisie | 31          | 0          |
| 1992/93 | Sparta Rotterdam | Eredivisie | 27          | 0          |
| 1993/94 | Sparta Rotterdam | Eredivisie | 33          | 0          |
| 1994/95 | Sparta Rotterdam | Eredivisie | 32          | 0          |
| 1995/96 | Sparta Rotterdam | Eredivisie | 29          | 0          |
| 1996/97 | Ajax             | Eredivisie | 17          | 0          |
| 1997/98 | Vitesse          | Eredivisie | 10          | 0          |
| 1998/99 | Vitesse          | Eredivisie | 17          | 0          |
| 1999/00 | Vitesse          | Eredivisie | 17          | 0          |
| 2000/01 | RBC Roosendaal   | Eredivisie | 14          | 0          |
|         |                  | Totaal     | 297         | 0          |